# Crazy Frog
Crazy Frog, originalmente conhecido como The Annoying Thing ("A Coisa Irritante" tradução literal), é um personagem sueco animado em CGI e músico de eurodance criado em 2003 pelo ator e dramaturgo Erik Wernquist. Comercializado pelo fornecedor de toques Jamba!, o personagem foi originalmente criado para acompanhar um efeito sonoro produzido por Daniel Malmedahl.
Se tornou um hit mundial depois do lançamento da versão remix de Axel F, que alcançou o primeiro lugar no Reino Unido, Irlanda, Turquia, Nova Zelândia, Austrália e maioria da Europa. O álbum posterior Crazy Frog Presents Crazy Hits e o segundo single Popcorn também teve sucesso em todo o mundo, e um segundo álbum titulado Crazy Frog Presents More Crazy Hits foi lançado em 2006. O Crazy Frog também tem gerado uma série de dois jogos, brinquedos e mercadoria.

## História
Em 1997, o estudante de 17 anos Daniel Malmedahl gravava sozinho ruídos produzidos por motores de combustão interna. Ele postou o vídeo em um site pessoal e chamou a atenção de um investigador de televisão sueca, que convenceu Daniel para executar o som ao vivo no programa. Logo que estreou na televisão, as gravações de seu desempenho começou a aparecer em redes de compartilhamento de arquivos e sites diversos titulado de "2TakTare.mp3". O som foi adotado como um ruido de Fórmula 1, no entanto foi como o som de um motor de moto que o formato ficou mais conhecido.
No final de 2003, outro sueco, chamado de Erik Wernquist encontrou o efeito sonoro, e se inspirou para criar um personagem de animação 3D, que foi batizado por ele de "A Coisa Irritante", para poder estar compartilhando em sites diversos. Wernquist trabalhou na primeira animação em seu tempo livre usando o LightWave para modelar o personagem em 3D — todo o processo levou entre 6 a 8 semanas.
A animação foi uma atração popular no site de Erik, mas o som foi creditado a "Anonymous". Eventualmente, a notícia chegou a Daniel que seus efeitos sonoros foram usados em uma de animação, que se tornou bem conhecida. Ele contatou Erik, aparentemente dando uma performance improvisada para confirmar suas alegações. Erik estava convencido, e deu crédito a Daniel para a sua criação.
Em uma entrevista ao HitQuarters, Erik Wernquist expressou seu descontentamento com a escolha do nome:
| “ | Se eu soubesse que isto ia ser uma coisa tão grande, eu não lhes teria permitido a usar esse nome estúpido. Não tem nada a ver com o personagem. Não é um sapo, como falam e não é particularmente louco. | ” |

## Controvérsias
Em fevereiro de 2005, os telespectadores apresentaram várias reclamações para organizações de auto-regulação do Reino Unido,  reclamando que Crazy Frog parecia ter um visível pênis e um escroto. Alguns pais se queixaram de que este feito trouxe visualização inadequado para crianças. Também houve queixas sobre a freqüência com que o anúncio apareceu na televisão, teria até duas vezes por hora na maior parte do dia, com alguns canais mostrando mais de uma vez por intervalo comercial.
As organizações de auto-regulação do Reino Unido não confirmaram as queixas, apontando que os anúncios já foram todos classificados como improprios para serem exibidas durante os intervalos de programas classificados infantis. Jamba! por sua vez, voluntariamente censurou a área genital do personagem (via pixelização) em transmissões posteriores de suas propagandas. Ação semelhante ocorreu na Austrália, com resultados semelhantes.
Em 21 de setembro de 2005, a organizações auto-reguladoras decidiram que o Crazy Frog, juntamente com outros anúncios de ringtone da empresa Jamba!, não poderiam ser mostrados antes da 21:00. Esta adjudicação foi revisada em 25 de janeiro de 2006, mantendo a decisão.

## Discografia

### Álbuns
| Título                                                                       | Detalhes do álbum                                                                                 | Peak chart positions | Peak chart positions | Peak chart positions | Peak chart positions | Peak chart positions | Peak chart positions | Peak chart positions | Peak chart positions | Peak chart positions | Peak chart positions | Certificações                                                                                                   |
| Título                                                                       | Detalhes do álbum                                                                                 | SWE                  | AUS                  | CAN                  | FRA                  | GER                  | IRE                  | NZ                   | SWI                  | UK                   | US                   | Certificações                                                                                                   |
| ---------------------------------------------------------------------------- | ------------------------------------------------------------------------------------------------- | -------------------- | -------------------- | -------------------- | -------------------- | -------------------- | -------------------- | -------------------- | -------------------- | -------------------- | -------------------- | --- |
| Crazy Hits                                                                   | - Lançado: 25 de julho de 2005 - Gravadora: Ministry of Sound - Formato: CD, download digital     | 6                    | 22                   | 1                    | 4                    | 6                    | 13                   | 1                    | 4                    | 5                    | 19                   | - IFPI SWE: Platina - ARIA: Ouro - BPI: Ouro - IFPI SWI: Ouro - MC: 2× Platina - RIANZ: 3× Platina - SNEP: Ouro |
| More Crazy Hits                                                              | - Lançado em: 26 de junho de 2006 - Gravadora: Ministry of Sound - Formato: CD, digital download  | 19                   | 38                   | 4                    | 8                    | 17                   | —                    | 20                   | 14                   | 64                   | 40                   | |
| Everybody Dance Now                                                          | - Lançado em: 19 de agosto de 2009 - Gravadora: Ministry of Sound - Formato: CD, digital download | —                    | —                    | —                    | 23                   | —                    | —                    | —                    | —                    | —                    | —                    | |
| "—" denota uma gravação que não gráfico ou não foi lançada nesse território. |                                                                                                   |                      |                      |                      |                      |                      |                      |                      |                      |                      |                      | |

### Singles
| Título                                                                       | Ano  | Posições nas paradas de pico | Posições nas paradas de pico | Posições nas paradas de pico | Posições nas paradas de pico | Posições nas paradas de pico | Posições nas paradas de pico | Posições nas paradas de pico | Posições nas paradas de pico | Posições nas paradas de pico | Posições nas paradas de pico | Certificações | Álbum               |
| Título                                                                       | Ano  | SWE                          | AUS                          | BEL (FL)                     | FRA                          | GER                          | IRE                          | NZ                           | SWI                          | UK                           | US                           | Certificações | Álbum               |
| ---------------------------------------------------------------------------- | ---- | ---------------------------- | ---------------------------- | ---------------------------- | ---------------------------- | ---------------------------- | ---------------------------- | ---------------------------- | ---------------------------- | ---------------------------- | ---------------------------- | --- | ------------------- |
| "Axel F"                                                                     | 2005 | 1                            | 1                            | 1                            | 1                            | 3                            | 1                            | 1                            | 1                            | 1                            | 50                           | - IFPI SWE: Platina - ARIA: 2× Platina - BEA: 2× Platina - BPI: Ouro - IFPI SWI: Platina - RIAA: Ouro - RIANZ: 2× Platina - SNEP: Diamante | Crazy Hits          |
| "Popcorn"                                                                    | 2005 | 9                            | 11                           | 11                           | 1                            | 35                           | 14                           | 1                            | 6                            | 12                           | —                            | - ARIA: Ouro - RIANZ: Platina - SNEP: Diamante                                                                                             | Crazy Hits          |
| "Jingle Bells"[A]                                                            | 2005 | 10                           | 4                            | 2                            | 5                            | —                            | 11                           | 1                            | —                            | 5                            | —                            | - ARIA: Ouro - RIANZ: Ouro | Crazy Hits          |
| "We Are the Champions (Ding a Dang Dong)"                                    | 2006 | 11                           | 13                           | 10                           | 1                            | 10                           | 23                           | 20                           | 5                            | 11                           | —                            | - BEA: Ouro - SNEP: Ouro | More Crazy Hits     |
| "Last Christmas"[A]                                                          | 2006 | 10                           | 30                           | 19                           | 19                           | —                            | 16                           | 19                           | —                            | 16                           | —                            | | More Crazy Hits     |
| "Crazy Frog in the House"                                                    | 2007 | —                            | —                            | 38                           | 12                           | 22                           | —                            | —                            | 19                           | —                            | —                            | | More Crazy Hits     |
| "Daddy DJ"                                                                   | 2009 | —                            | —                            | —                            | 4                            | —                            | —                            | —                            | —                            | —                            | —                            | | Everybody Dance Now |
| "Cha Cha Slide"                                                              | 2009 | —                            | —                            | —                            | 18                           | —                            | —                            | —                            | —                            | —                            | —                            | | Everybody Dance Now |
| "—" denota uma gravação que não gráfico ou não foi lançada nesse território. |      |                              |                              |                              |                              |                              |                              |                              |                              |                              |                              | |                     |